# Typ 100 Te-Re
Der Typ 100 Te-Re (japanisch 一〇〇式観測挺進車 Hyaku-shiki kansoku teishinsha) war ein japanischer Panzer für vorgeschobene Beobachter der Artillerie im Zweiten Weltkrieg. Er wurde 1940 (Kōki 2600, daher die Typbezeichnung) in Dienst gestellt und bis 1945 vom Kaiserlich Japanischen Heer eingesetzt.

## Geschichte
Basierend auf dem Fahrgestell des Typ 97 Te-Ke wurde 1940 ein Panzerfahrzeug für das Kaiserlich Japanische Heer hergestellt, das vorgeschobenen Beobachter (VB) der Artillerie mit einem geländegängigen Fahrzeug ausstattete. Der Typ 100 konnte eine Besatzung von sechs Mann sowie Ausrüstung für die VB aufnehmen. Am Heck des Fahrzeugs war eine Kabelrolle angebracht, um Telefonleitungsdraht verlegen zu können. Zusätzlich war im rückwärtigen Innenraum, der nach oben hin offen war, das voluminöse Typ 94 Funkgerät untergebracht. Auf dem Aufbau war ein optischer Entfernungsmesser installiert.
Es wurden 150 Exemplare des Typ 100 gefertigt, der bis zum Ende des Krieges, hauptsächlich auf dem Kriegsschauplatz in China, im Einsatz war.